# Коув Нек (Њујорк)
Коув Нек (енгл. Cove Neck) град је у америчкој савезној држави Њујорк.

## Демографија
По попису из 2010. године број становника је 286, што је 14 (-4,7%) становника мање него 2000. године.
| Група             | 2000.       | 2010.       |
| Белци             | 275 (91,7%) | 264 (92,3%) |
| Афроамериканци    | 0 (0,0%)    | 1 (0,3%)    |
| Азијати           | 12 (4,0%)   | 4 (1,4%)    |
| Хиспаноамериканци | 13 (4,3%)   | 14 (4,9%)   |
| Укупно            | 300         | 286         |